# Krążowniki typu Mogami
Krążowniki typu Mogami – typ japońskich krążowników z okresu II wojny światowej. Okręty te zbudowano w połowie lat 30. XX wieku jako krążowniki lekkie, następnie przed wojną przebudowano je na krążowniki ciężkie. Zbudowano 4 okręty tego typu: „Mogami”, „Mikuma”, „Suzuya”, „Kumano”. Wszystkie zostały zatopione podczas walk na Pacyfiku.

## Historia
Na początku lat 30. XX wieku, projektując nowe krążowniki, japońscy konstruktorzy musieli uwzględnić ograniczenie liczby krążowników ciężkich wynikające z postanowień obowiązującego rozbrojeniowego traktatu londyńskiego. Nowe okręty postanowiono więc tymczasowo zbudować jako krążowniki lekkie, wyposażone w artylerię główną kalibru 155 mm, z jednoczesnym założeniem, że może być ona w razie potrzeby wymieniona na mniejszą liczbę dział typowego dla krążowników ciężkich kalibru 203 mm. Uzyskano w ten sposób wyjątkowo silne krążowniki lekkie, uzbrojone w aż 15 dział kalibru 155 mm (dorównały im później jedynie amerykańskie krążowniki typu Brooklyn). Początkowo planowano pomieścić to uzbrojenie w okrętach o wyporności standardowej 8500 ton std. (traktat waszyngtoński określał limit wyporności krążowników 10.000 ton, lecz postanowiono zbudować okręty mniejsze w celu zmieszczenia się w sumarycznym limicie wyporności krążowników lekkich nałożonym przez traktat londyński). Pomimo lekkiej konstrukcji i maksymalnej redukcji ciężarów, projektowa wyporność wyniosła ostatecznie 9500 ton, lecz oficjalnie Japończycy określali ją na 8500 ton. Projekt był oparty w znacznej mierze na planowanym ulepszonym typie Takao.
Stępkę pod pierwszy okręt „Mogami” położono w stoczni Kure Kaigun Kōshō 27 października 1931, a pod drugi „Mikuma” 24 grudnia 1931. Kolejne dwa okręty zaczęto w 1933 i 1934 roku. Wodowanie „Mogami” nastąpiło 14 marca 1934, a „Mikumy” 31 maja 1934. Przed wejściem okrętów do służby, zaszła jednak konieczność dokonania zmian w projekcie w celu poprawy stateczności, na skutek wniosków z wypadku torpedowca „Tomozuru”.
W celu zminimalizowania masy okrętów przy ich budowie na szeroką skalę zastosowano spawanie. Z uwagi na niedoskonałość ówczesnych metod spawania i małe doświadczenie w tym stoczni japońskich, w połączeniach pojawiały się pęknięcia, a pod wpływem odkształceń kadłuba pojawiały się problemy przy obsłudze wież artylerii głównej. Dodatkową wadą okrętów był źle umieszczony środek ciężkości, co negatywnie wpływało na ich stateczność. Wszystkie te wady konstrukcyjne wyeliminowała przebudowa, jakiej zostały poddane w latach 1935–1938 dwa pierwsze okręty typu „Mogami” i „Mikuma”. Między innymi, zmniejszono nieco nadbudówkę dziobową i maszt, zrezygnowano z hangaru i zastosowano zbiorniki balastowe. W dwóch kolejnych okrętach typu będących w trakcie budowy zmniejszono ponadto nieco wysokość kadłuba (wysokość wolnej burty na śródokręciu z 5,5 do 5,15 m) i szerokość (z 20,6 do 19,2 m). W dalszej kolejności wszystkie okręty zmodyfikowano przez zastąpienie części spawanych połączeń blach kadłuba nitowanymi, pogrubienie części blach oraz dodanie tzw. bąbli przeciwtorpedowych na zewnątrz burt dla polepszenia stateczności. Wyporność okrętów wzrosła o ok. 1000 ton, a szerokość kadłuba z bąblami do 20,51 m (pierwsza para) lub 20,2 m.
W 1939 w związku z napiętą sytuacją międzynarodową rozpoczęło się przezbrajanie okrętów. 15 dział kalibru 155 mm umieszczonych w pięciu trzydziałowych wieżach zastąpiono 10 działami kalibru 203 mm w dwudziałowych wieżach. Przez to, okręty przeszły do klasy krążowników ciężkich (Japonii wówczas nie wiązały już porozumienia rozbrojeniowe). Zdjęte z krążowników wieże kalibru 155 mm zainstalowano jako artylerię pomocniczą na pancernikach typu Yamato.

## Zbudowane okręty
- Mogami – rozpoczęcie budowy 27 października 1931, wodowanie 14 marca 1934, wejście do służby 28 lipca 1935, zatonął 25 października 1944 podczas bitwy o Leyte
- Mikuma – rozpoczęcie budowy 24 grudnia 1931, wodowanie 31 maja 1934, wejście do służby 29 sierpnia 1935, zatonął 6 czerwca 1942 podczas bitwy pod Midway.
- Suzuya – rozpoczęcie budowy 11 grudnia 1931, wodowanie 20 listopada 1934, wejście do służby 31 października 1937, zatopiony 25 października 1944 po uszkodzeniach odniesionych w wyniku ataku lotniczego.
- Kumano – rozpoczęcie budowy 5 kwietnia 1934, wodowanie 15 października 1935, wejście do służby 31 października 1937, zatonął 25 listopada 1944 w wyniku ataku lotniczego.